# Kirowez K-701
Der Kirowez K-701 (russisch Кировец К-701) ist ein schwerer sowjetischer beziehungsweise später russischer Traktor. Das Fahrzeug mit Knicklenkung und Allradantrieb wurde vom Kirowwerk in Sankt Petersburg produziert und ersetzte den Kirowez K-700. Mit bis zu 300 PS aus mehr als 22 Litern Hubraum in der Grundversion war er der stärkste in Serie gebaute Radtraktor des gesamten Ostblocks. Er wurde in der Landwirtschaft, aber auch als Industrie- und Transportschlepper eingesetzt.

## Fahrzeuggeschichte

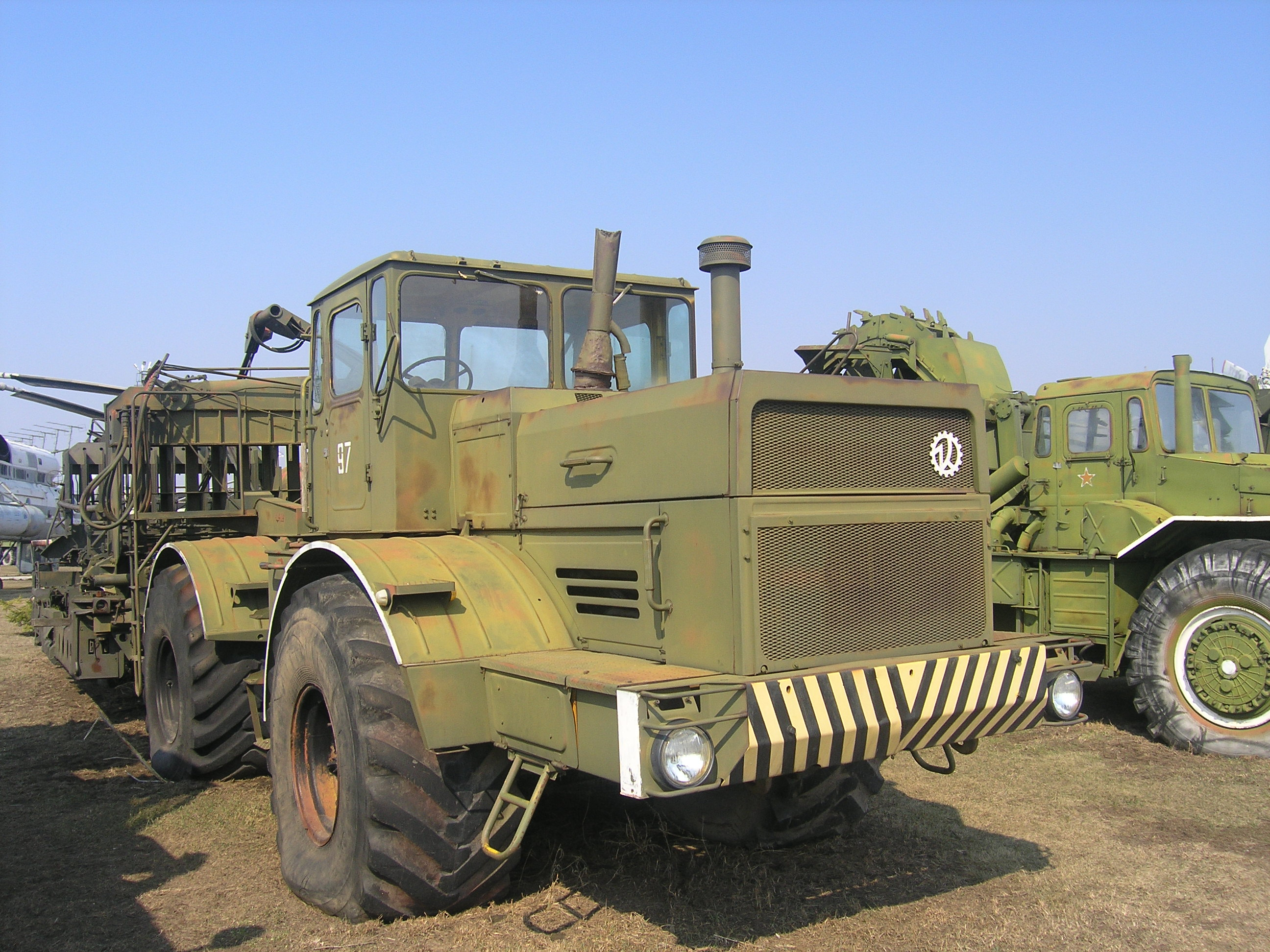
Kirowez K-701 aus Armeebeständen in einem Fahrzeugmuseum in Togliatti (2010)

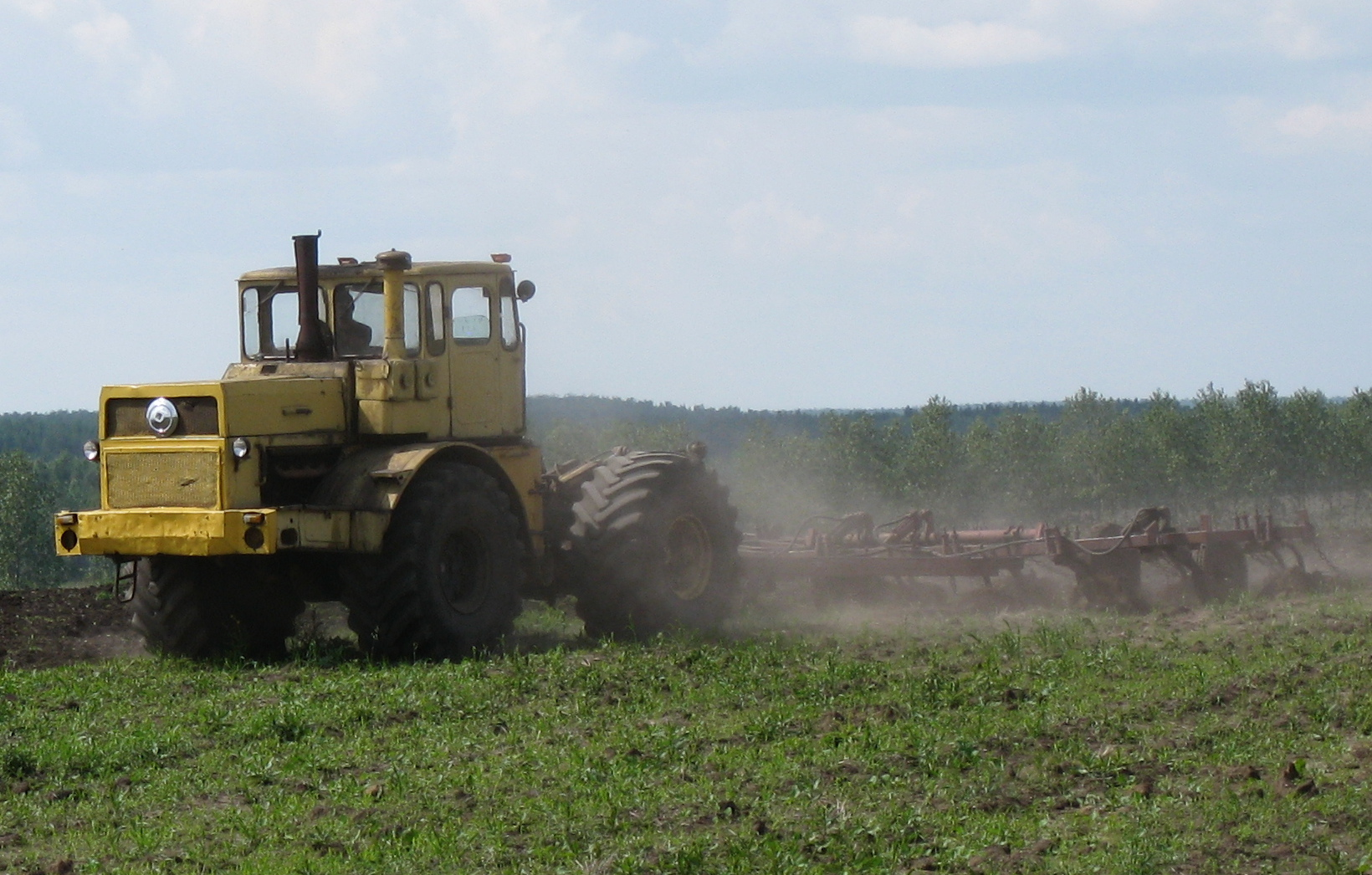
Kirowez K-701 im Einsatz in Russland (2008)

Die Entwicklung des K-701 begann parallel mit der des Kirowez K-700A im Jahr 1970. Äußerlich unterscheiden sich die Fahrzeuge nicht, der K-701 ist drei Zentimeter länger, was bei einer Gesamtlänge von 7,40 Meter jedoch nicht auffällt. Charakteristisch ist die Ausführung mit Knickgelenk und gleich großer Bereifung rundum. Hauptunterschied zwischen den beiden Traktoren ist, dass der K-700A einen Achtzylinder-Dieselmotor hat, der K-701 hingegen einen Zwölfzylindermotor aus der gleichen Motorenfamilie. Je nach Version leistete der nicht aufgeladene Motor zwischen 202 und 221 kW (275 und 300 PS). Die Dauerfahrgeschwindigkeit lag vorwärts bei 3,5 bis 33,7 km/h und rückwärts bei 6,2 bis 24,3 km/h. Die Betätigung der Gangschaltung und der Lenkung erfolgten hydraulisch.
Die Serienfertigung begann ebenso wie beim K-700A 1975. Bis 2002 wurden von beiden Typen insgesamt etwa 350.000 Maschinen hergestellt, davon 9500 für den Export. Danach wurde das Modell zu Gunsten des Kirowez K-744 eingestellt, Hauptgründe waren veraltete Technik und schärfere Sicherheitsbestimmungen.
Ab 1985 wurde ebenfalls eine modernisierte Version K-701M gebaut. Die Karosserie wurde überarbeitet, außerdem ein Achtzylinder-Dieselmotor des Typs JaMZ-8423 mit Turbolader und Ladeluftkühler eingebaut. Dieser Motor hat mit 17.241 Kubikzentimetern  einen ähnlichen Hubraum wie der Vorgänger und leistet 246 kW (334 PS) bei 1900/min. Der Treibstoffverbrauch blieb bei 64 Litern pro Betriebsstunde bei Nenndrehzahl (mehr als 500 Liter in einer Acht-Stunden-Schicht). Dies entspricht einem spezifischen Verbrauch von 249 g/kWh. Die Abmessungen differieren um einige Zentimeter. Kirowez übernahm Teile des K-701M für verschiedene andere Maschinen, darunter die Baumaschinen der Reihe Kirowez K-702 und auch neuere Versionen der Forstmaschinen vom Typ Kirowez K-703.
Auch die DDR erhielt ab 1977 Traktoren des Modells K-701. Allerdings blieben die Stückzahlen hinter denen der Achtzylinderversion weit zurück.

## Technische Daten
Für den Kirowez K-701, Stand ca. 1975. Die Abmessungen der Fahrzeuge späterer Baujahre können um einige Millimeter abweichen.
- Motor: Zwölfzylinder-Viertakt-Dieselmotor
- Motortyp: JaMZ-240B und JaMZ-240BM[8]
- Leistung: 275 PS (202 kW) bzw. 300 PS (221 kW)
- Drehmoment: 1275 Nm (bei JaMZ-240BM)[9]
- Hubraum: 22.288 cm³
- Bohrung: 130 mm
- Hub: 140 mm
- Motorstunden bis zur Generalüberholung: 8000
- Zugkraft: mit JaMZ-240B etwa 54 kN,[10] mit JaMZ-240BM etwa 62 kN[11]
- Tankinhalt: 2×320 l
- Getriebe: 16 Vorwärtsgänge in vier Gruppen + 8 Rückwärtsgänge, unter Last schaltbar
  - Höchstgeschwindigkeit: 33,8 km/h
  - Arbeitsgeschwindigkeit unter Volllast: 9,43 km/h
- Hydraulikanlage: Dreipunkthydraulik hinten
- Zapfwelle: hinten, 1000 min−1
- Bremsweg aus 30 km/h: maximal 13 m
- Antriebsformel: 4×4

Abmessungen und Gewichte
- Länge: 7400 ± 50 mm
- Breite: 2850 ± 50 mm
- Höhe: 3685 ± 40 mm
- Radstand: 3200 ± 30 mm
- Spurweite vorne und hinten: 2115 mm
- Gewicht: 12.400 kg (trocken), 13.400 kg ± 2,5 % fahrbereit
- Bereifung (rundum): 720-665R
- minimaler Wendekreis am Rad gemessen: 14,4 m Durchmesser